# Ресурси і запаси металів платинової групи

Ресурси і запаси металів платинової групи (рос. ресурсы и запасы металлов платиновой группы, англ. platinum metal resources and reserves, нім. Ressourcen f pl und Vorräte m pl an Platinmetallen (Metallen der Platingruppe).

## Загальна характеристика
Світові ресурси платиноїдів (включаючи запаси) в надрах більш ніж 30 країн на кінець ХХ ст. (1998) оцінювались в 120—140 тис. т. (Mineral Commodity Summaries 1998 http://minerals.er.usgs.gov/minerals/). Більша їх частина — 75–85 тис.т (або, орієнтовно, 15–17 млрд т руди і мінералізованої маси із вмістом МПГ бл. 5 г/т) знаходиться в ПАР, в основному в розвіданих свердловинами до глибин 700—900 м основних та ультраосновних породах Бушвелдського масиву.
Прогнозні ресурси платиноїдів світу оцінюються в 40–60 тис.т. Основна кількість прогнозних ресурсів МПГ (38–55 тис.т) укладена в надрах п'яти країн: ПАР (15–25 тис.т), США (9–10 тис. т), Росії (6–10 тис.т), Зімбабве (7–8 тис.т) і Китаю (до 1,5 тис.т). Прогнозні ресурси Ґренландії, Канади і Австралії складають від 0,3 до 1 тис.т платиноїдів. Ще 21 країна: Бразилія, Колумбія, Фінляндія, Норвегія, колишня Югославія, Іспанія, Албанія, Україна, Монголія, Індонезія, Філіппіни, Оман, Пакистан, Сирія, Казахстан, Бурунді, Ефіопія, Марокко, Сьєрра-Леоне, Єгипет, Нова Зеландія мають у своєму розпорядженні незначні (до 300 т кожна) прогнозні ресурси платиноїдів.
Підтверджені запаси платини і платиноїдів у світі, за російськими джерелами на 1998 р., оцінювалися в 58 тис. т, зокрема платини — 27 тис. т. За іншими даними (К. Ю. Єсипчук та ін., 2006 р.), підтверджені запаси становлять 72 тис. т, з яких 63 тис. т припадає на ПАР, 6,2 тис. т — Російську Федерацію, 1,7 тис. т — США, 0,3 тис. т — Канаду. Крім того, незначні запаси МПГ є у Зімбабве, Фінляндії, Китаї. Погашення запасів на родовищах, що експлуатуються, загалом компенсувалося їх приростом внаслідок експлуатаційної розвідки.
Табл. Підтверджені запаси МПГ та платини на межі
ХХ–XXI ст. (т)
| Країни            | МПГ   | Платина |
| Австралія         | 25    | 4       |
| Бразилія          | 17    | 7       |
| Гренландія        | 78    | 34      |
| Зімбабве          | 594r  | 326r    |
| Канада            | 520r  | 200     |
| КНР               | 200   | 120     |
| Колумбія          | 29    | 27      |
| Пакистан          | 2     | 2       |
| Росія             | 6220  | 2200    |
| США               | 310   | 110     |
| Фінляндія         | 248r  | 67r     |
| Ефіопія           | 2     | 2       |
| ПАР               | 49920 | 23950   |
| колишня Югославія | 5     | 1       |
| Разом             | 58170 | 27050   |

rоцінка

### Коментар
За оцінками Геологічної Служби США, запаси платиноїдів відомі в 14 країнах світу. Переважна частина їх сконцентрована на території ПАР: 85,8 % МПГ і 88,5 % платини. На Росію припадає, відповідно, 10,7 % запасів МПГ і 8,1 % платини. Зімбабве, Канада і США, що займають 3-5 місця у світі, мають сумарно 2,45 % (1424 т) підтверджених запасів МПГ і 2,35 % (636 т) платини.
Близько 89 % світових підтверджених запасів МПГ укладено у власне платиноїдних пластових родовищах пізньомагматичного генезису в розшарованих інтрузивних масивах основних-ультраосновних порід. При цьому бл. 77,5 % запасів приурочено до хромітвмісних шарів цих масивів, а 11,2 % — до сульфід- і арсенідвмісних шарів. Менше 11 % запасів платиноїдів укладено в комплексних рудах мідно-нікелевих родовищ Канади, Китаю, Росії, Австралії і зовсім незначна кількість — у міднопорфірових, рідше в мідноколчеданних, міднованадієвих і мідно-титано-магнетитових рудах. Приблизно 0,2 % світових запасів платиноїдів (майже виключно платини) пов'язано з розсипами. Відомі також невеликі родовища золото-платиноїдних руд у штоках мафічних порід у Росії (Карелія), Австралії, США, Канади і інших країн.
Значні перспективи пов'язуються з новим, нетрадиційним типом пластових платиноїдних родовищ гідротермального генезису в тектонічно деформованих чорносланцевих комплексах. Вміст платиноїдів у них невисокий, звичайно частки грама на тонну, однак це масивні витвори і в поєднанні з попутним нікелем, золотом, сріблом і молібденом вони можуть згодом змінити структуру світового видобутку МПГ.

## В Україні
В Україні, станом на 2006 р., розвіданих запасів металів платинової групи немає. Невідомі також конкретні ділянки для відкриття родовищ, хоча є досить високі загальні перспективи платиноносності різних геологічних формацій. Разом з тим, вивчення платиноносності гірських порід в Україні має більш ніж піввікову історію — з 1951 р., коли у гіпербазитах Приазов'я були виявлені концентрації 0,1-0,2 г/т платини (р. Обитічна). Перспективними вважають такі геологічні об'єкти: мафіт-ультрамафітові комплекси у докембрії Українського щита, альпінотипні гіпербазити Карпат, рифейську трапову формацію, що містить самородну мідь (Волинь), ультрамафітові і залізорудні формації Кривбасу, калішпатові рідкіснометалічні і рідкісноземельні метасоматити центральної і північно-західної частини Українського щита, березит-лиственітові золотоносні метасоматити в зеленокам'яних структурах Середнього Придніпров'я, рудоносні скарни Середнього Бугу, вугленосні, червонобарвні відклади і метасоматити Донбасу, кори вивітрювання на базит-ультрабазитових масивах Українського щита.